# IEEE 802.15
IEEE 802.15是电气电子工程师学会（IEEE）IEEE 802标准委员会的一个工作组，它负责制定无线个人局域网（WPAN）的协议标准。工作组主要有10个开发方向，但并不是所有的开发方向都处于活跃状态。
IEEE 802.15任务组的数量取决于活跃项目的多少。当前活跃的项目可以在IEEE 802.15网站（页面存档备份，存于）查到。

## IEEE 802.15.1: WPAN / 蓝牙
1号任务组主要负责蓝牙相关的技术。他们负责制定物理层（PHY）和介质访问控制层（MAC）的协议标准，这些协议是为了保证固定的、便携的或者移动的设备在连接时的无线连接质量。标准在2002年和2005年被发布。

## IEEE 802.15.2: 共存
2号任务组主要负责解决无线个人局域网（WPAN）中，出现其他无线设备在没有授权的频带中工作的情况，比如说WLAN。IEEE802.15.2-2003标准在2003年发布，之后该工作组便进入“冬眠”状态。

## 外部連結
- 官方網站（页面存档备份，存于）